# Hantel

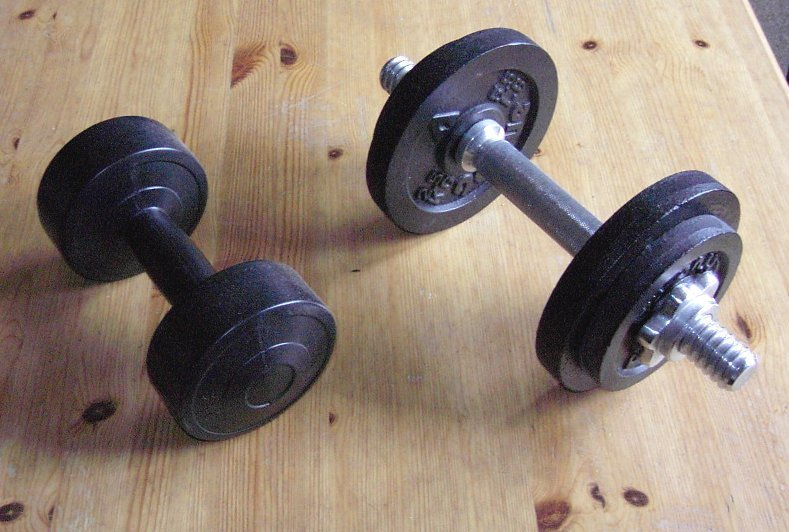
Zwei Kurzhanteln verschiedenen Typs

Eine Hantel ist ein Sportgerät, das meist aus einer Stange und zwei an deren Enden befestigten Gewichten in Form von Kugeln oder Scheiben besteht. Das Training  mit Hilfe von Hanteln wird als Hanteltraining bezeichnet.
Leichte Hanteln finden Verwendung in der Gymnastik und beim Konditionstraining, Hanteln mit schweren Gewichten beim Kraftsport und im Bodybuilding.

## Geschichte

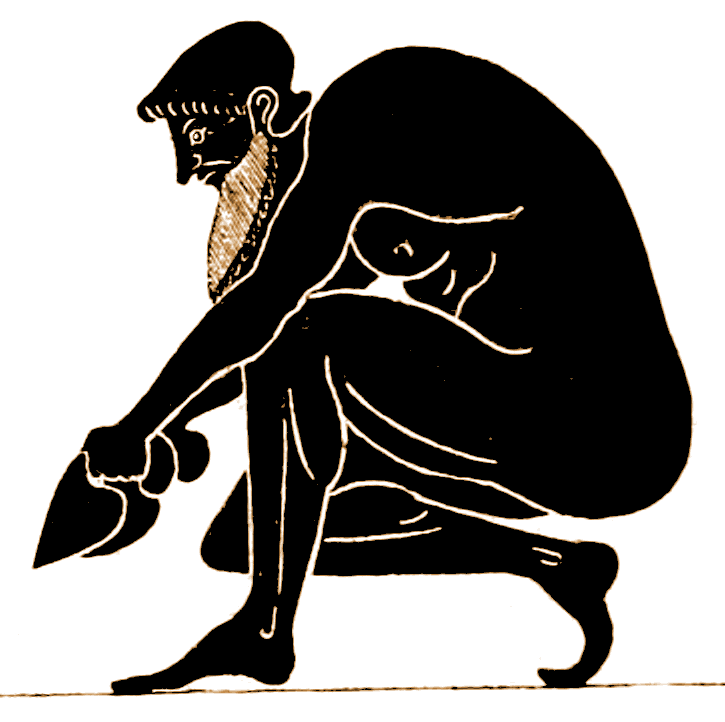
Grieche in halb kauernder Stellung anscheinend bei Armübung mit zwei Hanteln – Kopiezeichnung eines antiken Vasenbildes.

Im antiken Griechenland nutzten Athleten Blei- oder Steingewichte (ἁλτῆρες halteres) beim Weitsprung (Pentathlon), um die Sprungweite zu erhöhen. Dabei hielten sie beim Anlauf in jeder Hand eine Kurzhantel, sprangen – die Gewichte nach oben und vorne schwingend – und beschleunigten die Gewichte während der „Flugphase“ (vgl. Wurfparabel) nach hinten und unten, um sie schwungvoll abzuwerfen und damit die Sprungweite des Körpers durch den gewonnenen Impuls zu erhöhen. Die halteres wogen 1,6–4,6 kg. Im Französischen ist der Begriff noch heute erhalten (haltère), der Ausdruck les poids et haltères bzw. haltérophilie bedeutet im Französischen „Gewichtheben“ als Sportart.
- (siehe auch: Haltere bei Insekten).

## Typen

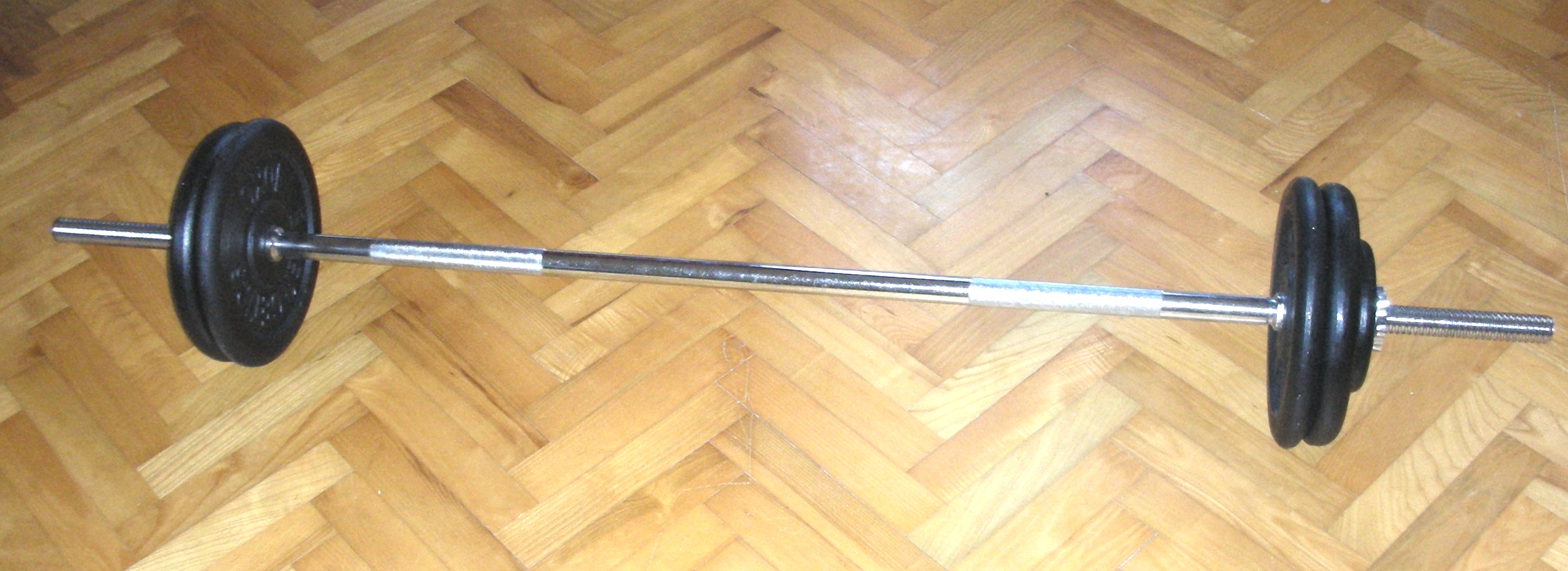
Langhantel

Es gibt verschiedene Arten von Hanteln, darunter:
- Einhandhanteln
  - Kurzhanteln
  - Kugelhanteln
  - Systemhanteln
- Zweihandhanteln
  - Langhanteln
  - Curl-Hanteln, auch SZ-Hantel
  - Trizeps-Hanteln
  - Vibrationshantel
  - Biegehanteln, auch Königsfeder genannt. Hierbei befinden sich am Ende eines Stabes keine Gewichte, sondern die Kräfte werden von einer starken Schraubenfeder zwischen den Griffen erzeugt. Die Federkraft ist nicht einstellbar.

Des Weiteren werden Hanteln mit verstellbarem und festem Gewicht unterschieden, die mit Sand, Metall oder Wasser gefüllt sein können (meist nur Einhandhanteln). Die verstellbaren Hanteln besitzen links und rechts Gewichtsscheiben aus Gusseisen, welche mit Verschlüssen gesichert werden.

### Verschlüsse
Es gibt für Hantelscheiben die Verschlusssysteme Federringe, Stellringe und Schraubverschlüsse.
Federringe erlauben einen sehr raschen Wechsel der Scheiben. Sie finden dort Verwendung, wo die Anzahl der Scheiben häufig variiert wird. Ihr Nachteil liegt darin, dass sie verrutschen können und somit ein Sicherheitsrisiko darstellen.
Stellringe sind mehrere Zentimeter lange Rohrstücke mit einer radialen Schraube. Diese Hülsen werden über die Hantelstange gezogen und mittels der Schraube fixiert. Bei den Schrauben existieren grob zwei Varianten: Inbus- und Stellknebelschrauben. Die Inbusschrauben stehen als Madenschrauben nicht vor, jedoch verschleißen sie rasch. Der Vorteil der Stellringe liegt darin, dass diese die Scheiben auf der Hantelstange sicher fixieren.
Bei Schraubverschlüssen befindet sich an den beiden Enden der Hantelstange jeweils ein Außengewinde mit rundem Flankenprofil, auf dem eine Vielflügel-Mutter aufgeschraubt die Gewichtsscheiben arretiert.

### Gewichte und Maße
Die Gewichtsscheiben sind üblicherweise wie folgt nach ihren Massen eingeteilt oder abgestuft: 0,5 kg, 1,25 kg, 2 kg, 2,5 kg, 3 kg, 5 kg, 10 kg, 15 kg, 20 kg, 25 kg und 50 kg.
Gewichtsscheiben bestehen aus Gusseisen (auch mit Gummi ummantelt oder verchromt). Die Gummiummantelung soll Rost vermeiden sowie beim Ablegen der Hanteln Lärmbelästigungen und Kratzer auf empfindlichen Böden (z. B. Parkett) verhindern. Chrom bietet lediglich einen optischen Vorzug.
Hantelstangen gibt es in unterschiedlichen Durchmesserausführungen:
| Typ             | Griffdurchmesser | Durchmesser der Gewichtsaufnahme | Gewicht |
| --------------- | ---------------- | -------------------------------- | ------- |
| Standard        | 30/31 mm         | 30/31 mm                         | 10 kg   |
| Olympia, Herren | 28 mm            | 50/51 mm (2 Zoll)                | 20 kg   |
| Olympia, Damen  | 25 mm            | 50/51 mm (2 Zoll)                | 15 kg   |

Neben diesen in Kontinentaleuropa verbreiteten Durchmessern dominieren im angelsächsischen Raum Ein-Zoll-Stangen (25 bis 26 mm Durchmesser). Außerdem verwenden vereinzelte Hersteller Sonderformate. Die Stangen selbst bestehen aus verchromtem Stahl.

### Kurzhantel

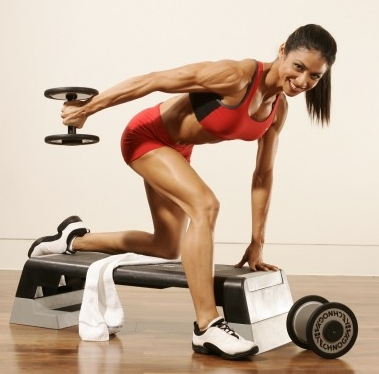
Eine Bodybuilderin beim Training mit Kurzhanteln

Kurzhanteln sind Trainingsgeräte, die vorwiegend zum Muskelaufbau, aber auch zur Steigerung von Stoß- und Sprungkraft verwendet werden. Der vielfältige Einsatzbereich und der große Bewegungsspielraum ermöglicht besonders im professionellen Bodybuilding die Ansprache von versteckten Muskeln, die bei den modernen Geräten oft vernachlässigt werden. So lassen sich beispielsweise schwächere Körperregionen gezielt antrainieren, um ein gleichmäßiges Muskelwachstum sicherzustellen. Die gesteigerten Ansprüche an die Koordination fördern insbesondere die für die Körperhaltung wichtigen inneren Muskelregionen, die Beweglichkeit und das Herz-Kreislauf-System.
Typische Übungen mit Kurzhanteln sind: (Reverse-)Fly, Stirndrücken, Curl, Seitheben, Shrugs (Schulterheben).

### Langhantel
Typische Übungen mit einer Langhantel sind Bankdrücken, Kreuzheben, Kniebeugen, Shrugs, Rudern, Bizepscurls, Unterarmcurls.
Mit einer Langhantel wird der ganze Körper trainiert. Die klassische Olympia-Gewichtheberhantel hat den Vorteil, dass ein Nadellager ein freieres Drehen der Hantelscheibenauflagen ermöglicht. Besonders gut geeignet für explosives Gewichtheben mit wenigen Wiederholungen wie beim Reißen und Stoßen (Olympisches Gewichtheben) aber auch viele andere Übungen mit einer Freihantel (die Handgelenke werden so geschont).

### Systemhantel
Systemhanteln vereinen unterschiedliche Gewichtsscheiben in nur einem Hantelpaar. Über einen Verstellmechanismus lässt sich so das gewünschte Trainingsgewicht individuell einstellen. Der Hauptvorteil an Systemhanteln ist, dass sie gegenüber vielen Einzelhanteln in den entsprechenden Gewichtsklassen Platz sparen.

### Curl-Hantel

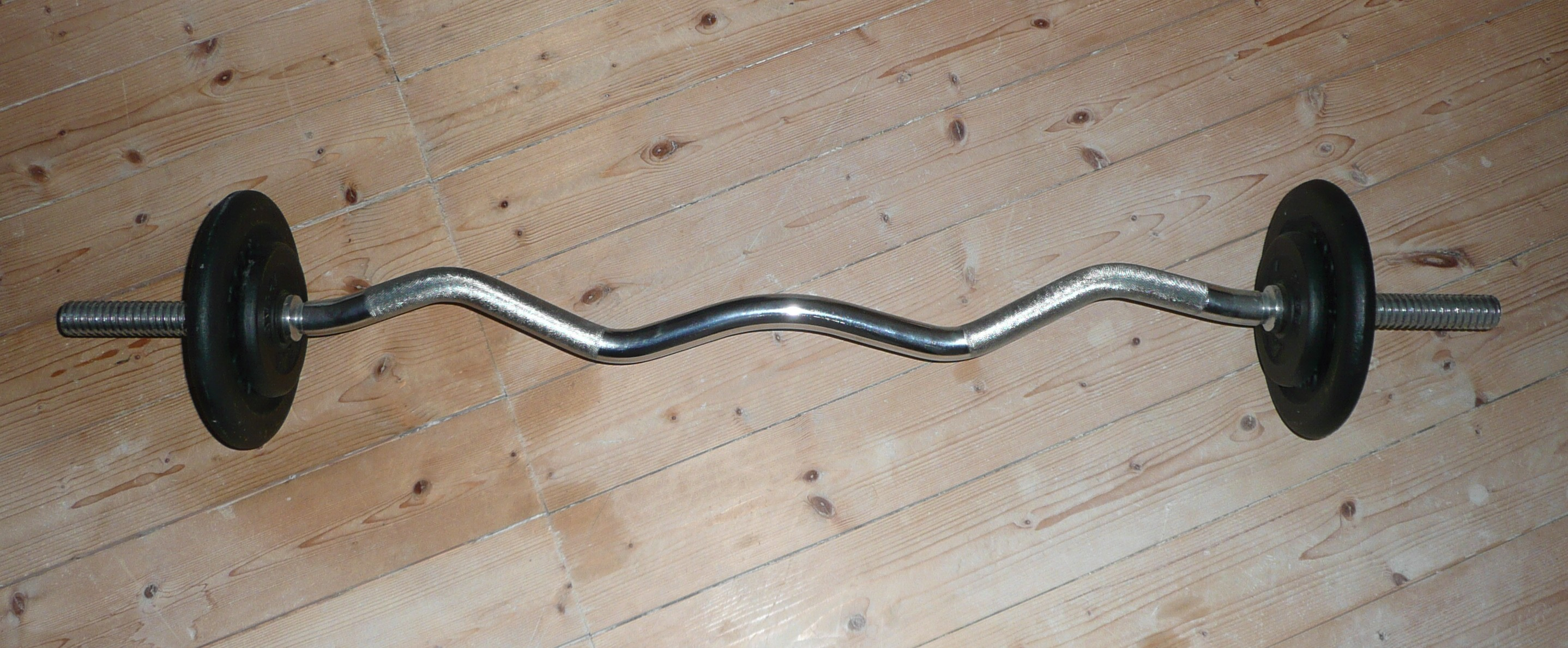
Curl-Hantel

Bei der Curl-Hantel, auch SZ-Hantel genannt, ist die Stange mehrfach gebogen, so dass einige Übungen leichter und ohne Belastung der Handgelenke ausgeführt werden können.
Die typischen Übungen mit einer Curl-Hantel sind Bizeps-Curls. Weitere Übungen sind das Schulterheben sowie das Stirndrücken.

### Trizeps-Hantel

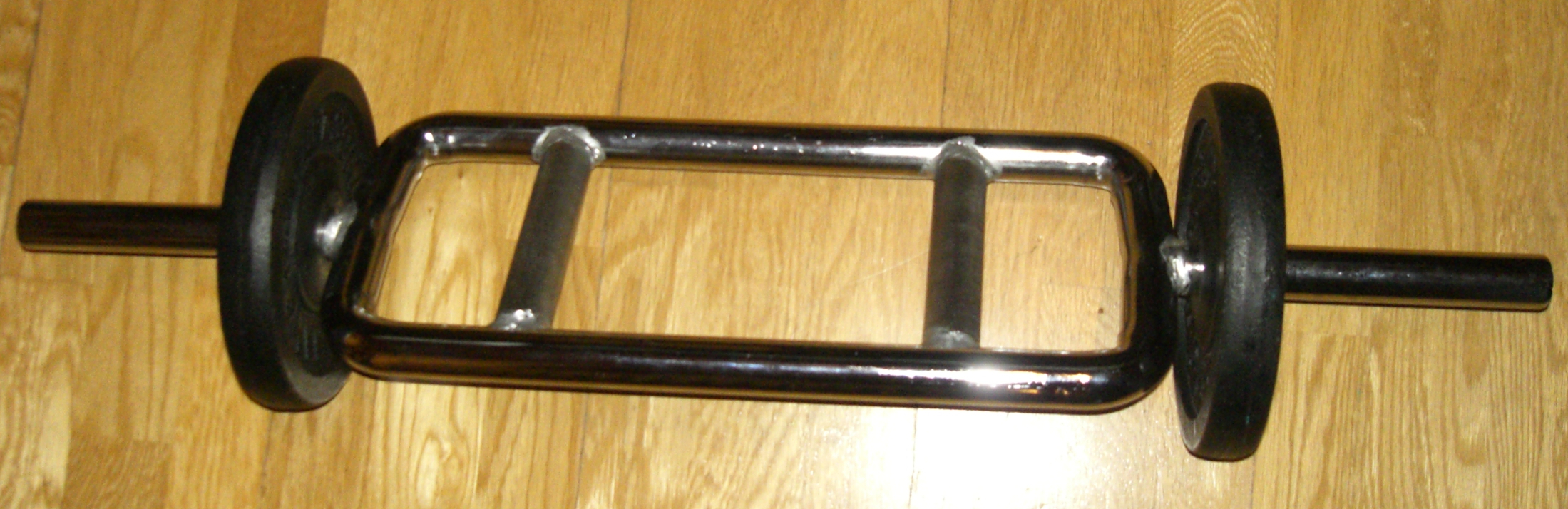
Trizeps-Hantel

Bei der Trizepshantel sind zwei parallele Griffe quer zur Hantelachse in einem Rahmen montiert, an dessen Enden die Gewichtsscheiben befestigt sind.

### Vibrationshantel
Die Vibrationshantel besteht aus einem biegeweich federnden Rundstab von etwa 1,50 m Länge aus Faserwerkstoff, eventuell mit endständigen kleinen Zusatzmassen. Um den mittigen Massenschwerpunkt ist der Stab meist mit einem Schaumstoffgriff ausgestattet, der ein rutschsicheres Halten mit geringer Handkraft erlaubt.
Rhythmische Handbewegung in eine von zwei Richtungen quer zur Hantelachse, also aus dem Ellbogen stossend oder mit dem Unterarm pendelnd regen jeweils eine plane Schwingungsmode der Hantelmitte samt Hand mit hier bis zu 20 cm Amplitude gegen die Hantelenden an. Weil je nach Richtung die Unterarmmasse ganz oder nur halb mitschwingt, bilden sich unterschiedliche Eigenfrequenzen um 4–5 Hz aus. Eine der zwei rechtwinklig zueinander stehenden Schwingungsmoden des Stabs zu erhalten, benötigt Übung und Konzentration. Denn Oberarm, Unterarm und Hantel schwingen dabei gekoppelt und streben sich selbst überlassen zu Chaos.
Die Vibrationshantel soll durch die zusätzlichen mechanischen Reize den Stoffwechsel aktivieren und das Lymphsystem anregen.